# Desagüe

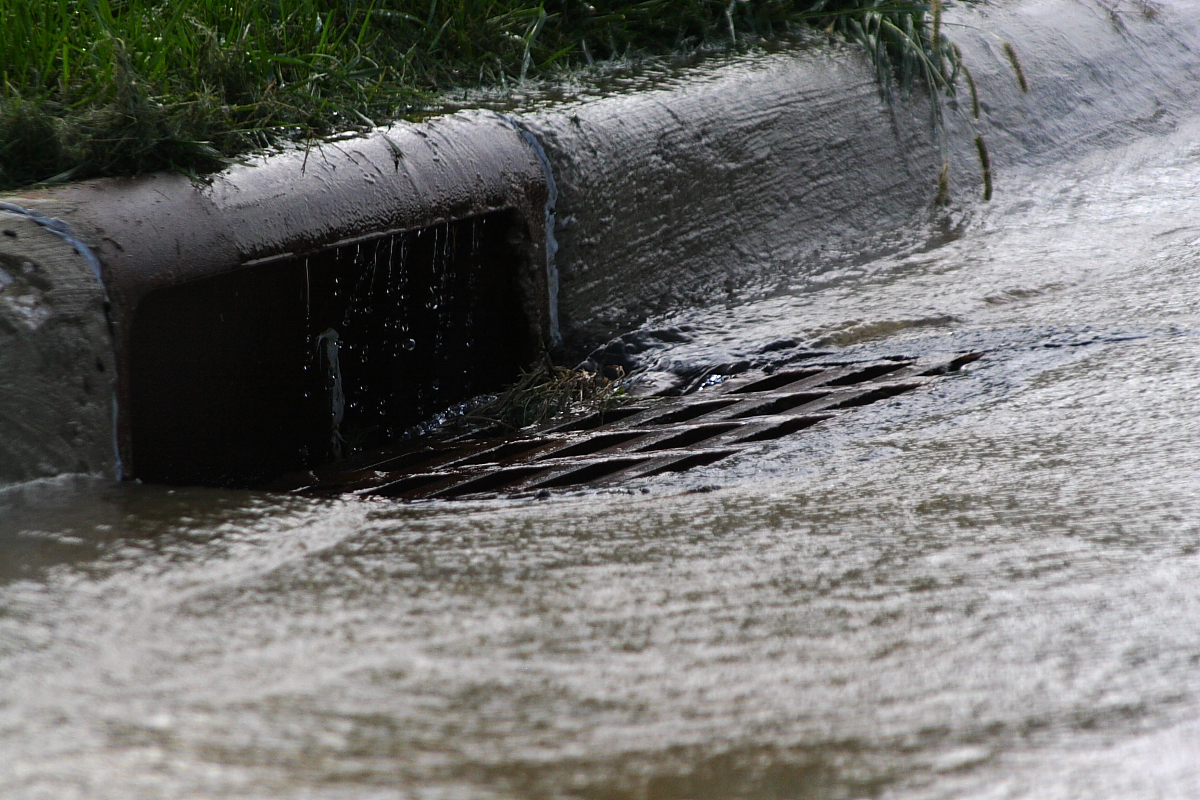
Boca de tormenta (estilo americano) en uso durante una lluvia

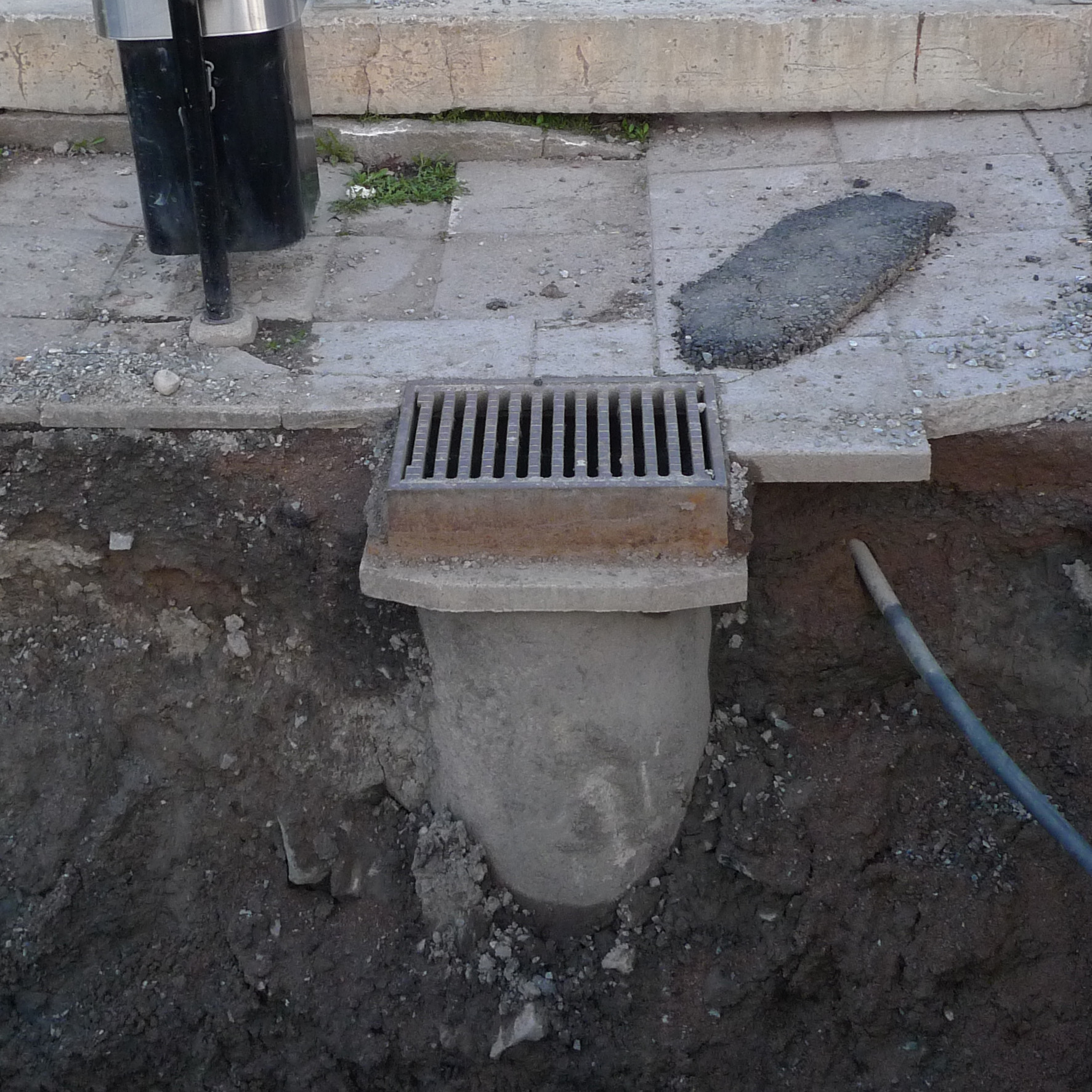
Boca de tormenta con su cañería a la vista por debajo debido a labores de construcción

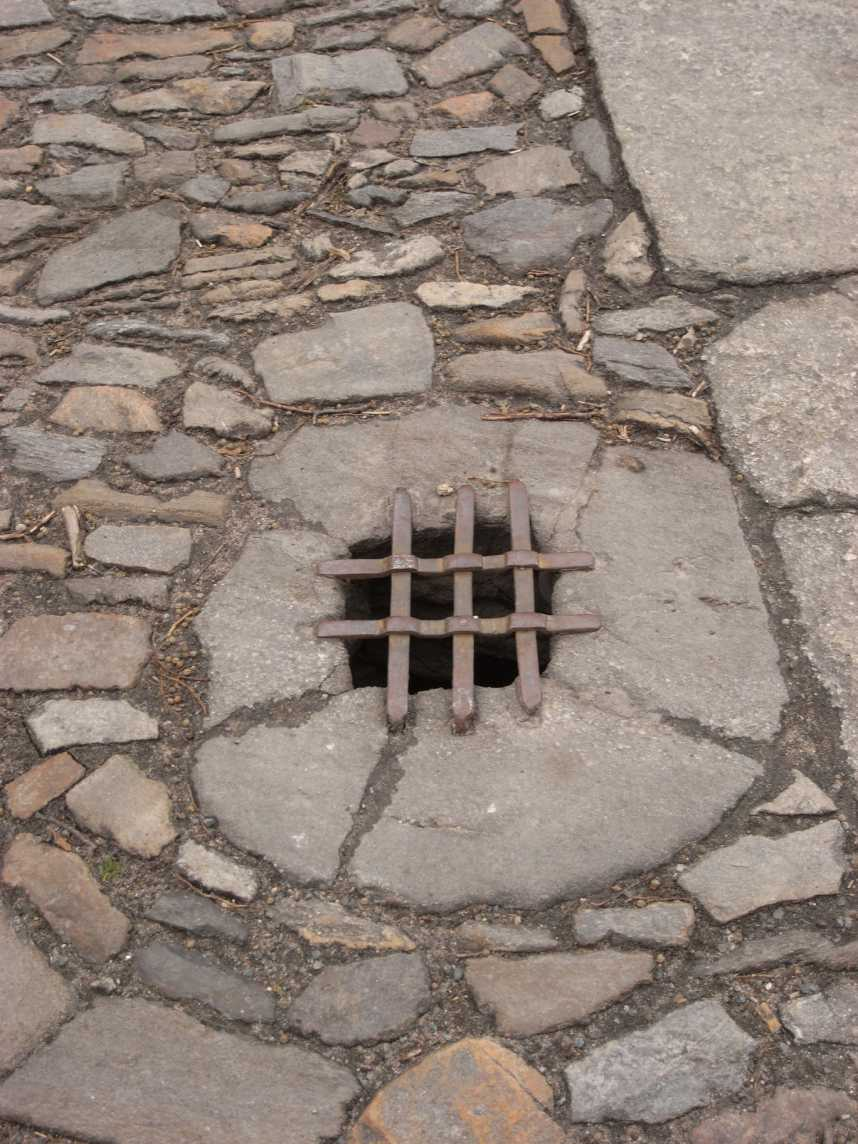
Vieja boca de tormenta en Kutná Hora, la República Checa.

Un desagüe, desaguadero, sumidero, imbornal, coladera, drenaje, sistema de drenaje o sifa, (en Cuba y Yucatán) está diseñado para drenar la lluvia y agua superficial desde calles pavimentadas, playas de estacionamiento, aceras y azoteas. Los desagües varían en diseño desde pequeños pozos secos residenciales a grandes sistemas municipales. Los desagües son alimentados por las cunetas que hay en la mayoría de las autopistas, carreteras y otros caminos muy transitados, y por declives leves en azoteas o grandes playas de estacionamiento que convergen hacia donde se encuentra ubicado el desagüe, como así también en poblaciones de áreas que experimentan lluvias fuertes, inundaciones y poblaciones costeras que experimentan tormentas frecuentes. Muchos sistemas de drenaje para tormentas están diseñados para drenar el agua de tormenta, sin tratar, hacia ríos o corrientes de agua.

## Función

### Boca de tormenta
La entrada del desagüe se denomina boca de tormenta o imbornal. Hay dos tipos de bocas de tormenta; bocas de tormenta laterales y bocas de tormenta emparrilladas. Las bocas de tormentas laterales están localizadas adyacentes al bordillo (cordón) y poseen  una abertura bajo la piedra trasera o dintel para captar el flujo. Las mismas están usualmente deprimidas en el lado inverso del canal a fin de mejorar la capacidad de captura. Las bocas de tormenta emparrilladas tienen parrillas o rejillas para evitar que objetos voluminosos y escombros caigan en el sistema de alcantarillas. Sin embargo, sus barras están lo bastante ampliamente espaciadas para que el flujo de agua no se vea impedido. Consecuentemente, sedimento y muchos objetos pequeños pueden pasar y caer. Además, si las barras del emparillado están demasiado apartadas, las aberturas pueden llegar a representar un riesgo para ciclistas y peatones en el área. Las parrillas con ranuras largas y estrechas son de particular preocupación para los ciclistas, ya que las mismas pueden causar accidentes al ciclista. Las bocas de tormenta en calles y áreas de aparcamiento deben ser lo bastante fuertes para soportar el peso de los vehículos.
Algo del sedimento más pesado y algunos objetos pequeños pueden llegar a asentarse en una cuenca de captura, u hoyo, la cual yace inmediatamente por debajo del punto de salida, donde el agua de la parte superior del reservorio constituido por la cuenca de captura fluye por encima hacia el alcantarillado propiamente dicho. La cuenca de captura cumple en gran medida la misma función que la "trampa" en la fontanería del agua servida doméstica.
En Estados Unidos, a diferencia de la trampa de fontanería, la cuenca de captura no evita necesariamente que escapen los gases de alcantarilla tales como el sulfuro de hidrógeno y el metano. En cambio en el Reino Unido, donde son llamadas gulley-pots (que vendría a significar "ollas tragonas"), las mismas están diseñadas como verdaderas trampas llenas de agua y sí bloquean el regreso de gases y roedores. 
La mayoría de las cuencas de captura contienen agua estancada durante las partes más secas del año y pueden ser usadas por los mosquitos para reproducirse. A veces se utilizan larvicidas u hormonas antilarvarias, para controlar la reproducción de mosquitos en las cuencas de captura. Los mosquitos pueden ser impedidos de alcanzar las aguas quietas o el alcantarillado propiamente dicho mediante el uso de un "filtro de cono invertido". Otro método de control antimosquito es desparramar una fina capa de aceite en la superficie del agua estancada, interfiriendo con los tubos respiratorios de las larvas de mosquito. 
El desempeño de las cuencas de captura en la tarea de eliminar sedimentos y otros contaminantes depende del diseño de la cuenca de captura (por ejemplo, el tamaño del hoyo), y del mantenimiento rutinario para retener el almacenamiento disponible en el hoyo a fin de capturar sedimento. Las municipalidades usualmente tienen grandes camiones de desagote que efectúan esta tarea.
Las cuencas de captura actúan como una primera línea de pretratamiento para otras prácticas de tratamiento, tales como las cuencas de retención, mediante la captura de sedimentos voluminosos y basura callejera procedentes de las corrientes de agua urbana antes de que ingresen en los caños del drenaje de tormenta.

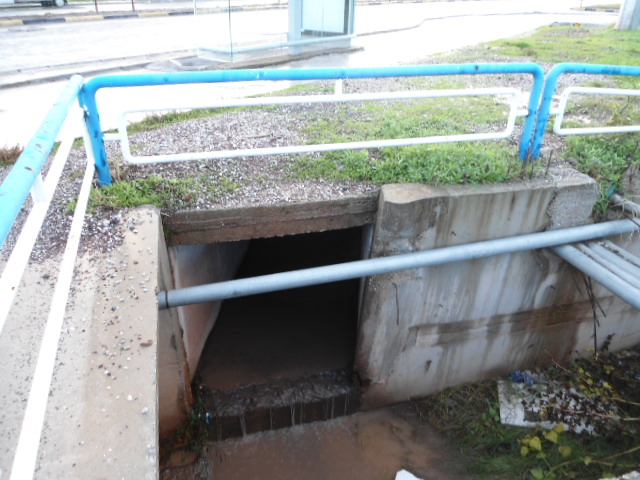
Una alcantarilla anti tormenta se vacía hacia el interior de un canal abierto y más grande

### Cañería
Los caños vienen en muchas formas diferentes al corte transversal (rectangular, cuadrado, oval, con forma de hogaza de pan, con forma de pera invertida, y más comúnmente, circular). Los sistemas de drenaje pueden llegar a tener muchas características diferentes incluyendo cascadas, escaleras, balcones y fosos para capturar basura, a veces llamados trampas para contaminantes grandes (TCG). Los caños pueden estar fabricados de  ladrillo, hormigón, polietileno de alta densidad o acero galvanizado. El plástico reforzado con fibra está empezando a ser usado para caños y accesorios.

### Boca de salida
La mayoría de los drenajes tienen una única salida grande en su punto de descarga (a menudo cubierta por emparrillado) hacia un canal, río, lago, embalse, mar u océano. Aparte de las cuencas de captura, típicamente no hay instalaciones de tratamiento en el sistema de cañerías. Los desagües de tormenta pequeños pueden descargar hacia pozos secos individuales. Los desagües pueden llegar a estar interconectados usando caño ranurado, a fin de lograr un sistema más grande de pozos secos. Los desagües pueden llegar a descargar hacia excavaciones artificiales conocidas como cuencas de recarga o estanques de retención.

## Impactos ambientales

### Calidad del agua
El primer aluvión de líquido torrencial urbano puede ser extremadamente sucio. El agua de tormenta posiblemente se vuelva contaminada cuando baja por el camino u otra superficie impermeable, o a partir de químicos del césped disueltos en el líquido torrencial, antes de ingresar en el drenaje.
El agua que llega escurriendo desde estas superficies impermeables tiende a recoger gasolina, aceite lubricante, metales pesados, basura y otros contaminantes procedentes de caminos y playas de estacionamiento (zonas de aparcamiento), como así también fertilizantes y plaguicidas procedentes de céspedes. Los caminos y playas de estacionamiento son fuentes importantes de níquel, cobre , zinc, cadmio, plomo e hidrocarburos aromáticos policíclicos (HAPs), los cuales son creados como productos derivados de la combustión de gasolina y otros combustibles fósiles. El líquido torrencial de las azoteas contribuye con altos niveles de compuestos orgánicos sintéticos y zinc (procedente de canaletas galvanizadas). El uso de fertilizantes en los céspedes residenciales, parques y canchas de golf es una fuente significativa de nitratos y fósforo.

### Reduciendo los flujos de agua torrencial
El líquido torrencial que ingresa al alcantarillado para tormentas puede ser minimizado mediante la inclusión de prácticas de desarrollo de bajo impacto dentro de los planes municipales. Para reducir el agua de tormenta procedente de techos, los flujos procedentes de tubos pluviales pueden llegar a ser infiltrados hacia el interior del suelo adyacente más que descargados hacia el interior del alcantarillado para tormentas. Las corrientes de agua torrencial pueden ser dirigidas hacia acequias descubiertas antes de fluir hacia el interior de las alcantarillas para tormenta, nuevamente para permitir que el corriente líquida se infiltre hacia el interior del terreno. Materiales de pavimentación permeables pueden ser usados en la construcción de aceras edilicias, vías de paso para automóviles, y en algunos casos, playas de estacionamiento, a fin de infiltrar una porción del volumen del agua de tormenta. En muchas áreas es obligatorio instalar tanques de retención  y son usados para retener temporalmente la corriente líquida del agua pluvial durante lluvias fuertes y restringir el flujo de salida hacia el alcantarillado público. Un punto de salida con flujo superior puede además llegar a ser utilizado el cual se conecta más alto en el lado con el punto de salida que hay el tanque de retención. Este flujo superior prevendría que el tanque de retención se llene completamente hasta el borde. Al restringir el flujo de agua de esta manera y reteniendo temporalmente el agua en un tanque de retención las alcantarillas públicas están por lejos menos propensas a quedarse sobrecargadas.

## Relación con las cloacas

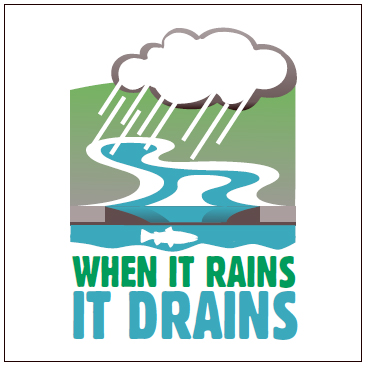
Aviso (en inglés) alertando al público para que evite arrojar basura hacia el interior de los drenajes antitormenta

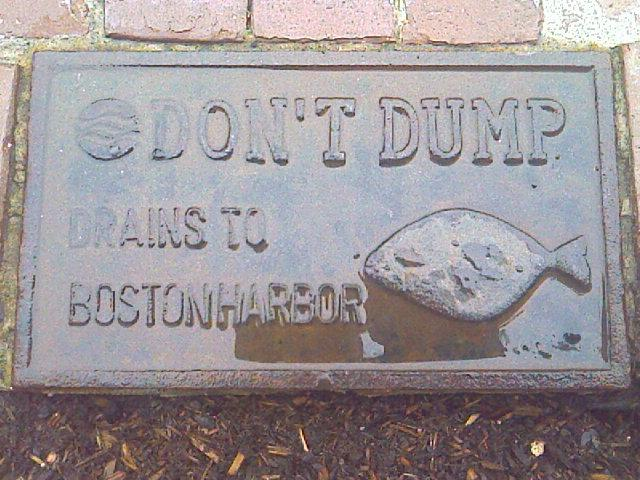
Típico aviso grabado en la acera junto a una boca de tormenta en Boston

Los drenajes para tormenta están separados y son distintos de las cloacas. Esta separación entre drenaje para tormenta y cloacas ayuda a prevenir que las plantas para tratamiento de aguas negras queden abrumadas por infiltración/flujo de entrada durante una tormenta pluvial, lo cual puede resultar en aguas negras siendo descargadas hacia el ambiente.
Muchos sistemas de drenaje para tormentas están diseñados para drenar el agua de tormenta, sin tratar, hacia ríos y arroyos. Muchos gobiernos locales conducen campañas de concientización pública, para evitar que desechos sean vertidos hacia el interior del desagüe para tormentas. En la ciudad de Cleveland, Ohio, por ejemplo, todas las nuevas bocas de tormenta tienen inscripciones en las mismas para que no se viertan desechos, y usualmente incluyen la impresión de un pez también. Trout Unlimited de Canadá recomienda que el símbolo de un pez amarillo sea pintado junto a las bocas de tormenta existentes.

### Colectores combinados
Las ciudades que instalaron sus sistemas de recolección de aguas servidas antes de la década de 1930 típicamente usan sistemas de cañería única para transportar tanto escorrentía urbana como aguas negras. Este tipo de sistema de recolección es conocido como sistema de colectores combinado (SCC). El fundamento lógico cuando los colectores combinados fueron construidos fue que sería más barato construir simplemente un sistema unificado. En esos sistemas, a una repentina precipitación pluvial voluminosa que exceda la capacidad de tratamiento de aguas negras se le permitirá fluir por encima directamente desde las bocas de tormenta hacia el interior de las aguas receptoras vía estructuras llamadas sobreflujos de colectores combinados.
Los drenajes de tormenta están típicamente a menores profundidades que los colectores combinados; pues, mientras los drenajes de tormenta están diseñados para aceptar la corriente superficial procedente de las calles, los colectores combinados fueron diseñados para aceptar además flujos de agua servida procedentes de edificios con sótanos. 
Las ciudades de Nueva York, Washington D. C., Seattle y otras ciudades con sistemas combinados tienen este problema debido a grandes flujos de agua torrencial después de cada lluvia fuerte. Algunas ciudades han lidiado con esto agregando voluminosos tanques de almacenamiento o estanques para retener el agua hasta el momento en que pueda ser tratada. Chicago tiene un sistema de túneles, colectivamente llamado el Túnel Profundo, debajo de la ciudad para almacenar su agua torrencial. En muchas áreas tanques de detención o sistemas de detención en azotea son obligatorios de ser instalados en una propiedad y son usados para retener temporalmente la corriente de agua pluvial durante lluvias fuertes de salir hacia la red de saneamiento público. Esto disminuye el riesgo de que la red de saneamiento público sea sobrecargada durante una lluvia pesada. Una boca de salida con flujo superior previene que el tanque de detención se llene completamente hasta el borde, rebalsando hacia la red de saneamiento pública. Restringiendo el flujo de agua en esta manera y reteniendo temporalmente el agua en un tanque de detención o mediante detención en terraza, los colectores públicos son menos propensas a quedar sobrecargadas.

## Regulaciones y códigos de construcción locales
Los códigos de edificación y las ordenanzas de los gobiernos locales varían en gran medida respecto al manejo de la corriente del drenaje torrencial. Los nuevos desarrollos en algunas ciudades podrían llegar a ser obligados a construir su propia capacidad de drenaje antitormenta para retornar la corriente líquida a la capa freática y bioacequias posiblemente sean obligatorias en áreas ecológicas sensibles a fin de proteger la cuenca hidrográfica.
En Estados Unidos, ciudades, comunidades suburbanas y poblados con más de 10 000 habitantes bajo el Acta de Agua Limpia están obligados a obtener permisos de descarga para sus propios sistemas de alcantarillado antitormenta. La Agencia de Protección Ambiental (EPA, por sus siglas en inglés) emitió regulaciones para agua de tormenta destinadas a grandes ciudades en 1990 y a otras comunidades en 1999. Los permisos exigen que los gobiernos locales operen programas para manejo del agua pluvial, cubriendo tanto la construcción de nuevos edificios e instalaciones como el mantenimiento de sus redes de drenaje municipal existentes. Muchas municipalidades han revisado sus ordenanzas locales para incluir el manejo del agua torrencial. La infraestructura de gobiernos estatales, tales como caminos y carreteras, también está sujeta a regulaciones para manejo del agua torrencial.

## Exploración
Una subcultura internacional ha crecido mucho alrededor de la exploración de drenajes antitormenta. Sociedades tales como el Cave Clan (inglés para "Clan de la Cueva") exploran regularmente los drenajes que yacen bajo las ciudades. También hay grupos como el "Club La Culebra", también llamado "Club de La Lagartija", quienes hacen mapas de los túneles y de  las entradas para compartirlas con otros exploradores. Esto se conoce comúnmente como "exploración urbana", pero también como draining cuando se halla en relación específica con los drenajes antitormenta.[cita requerida]

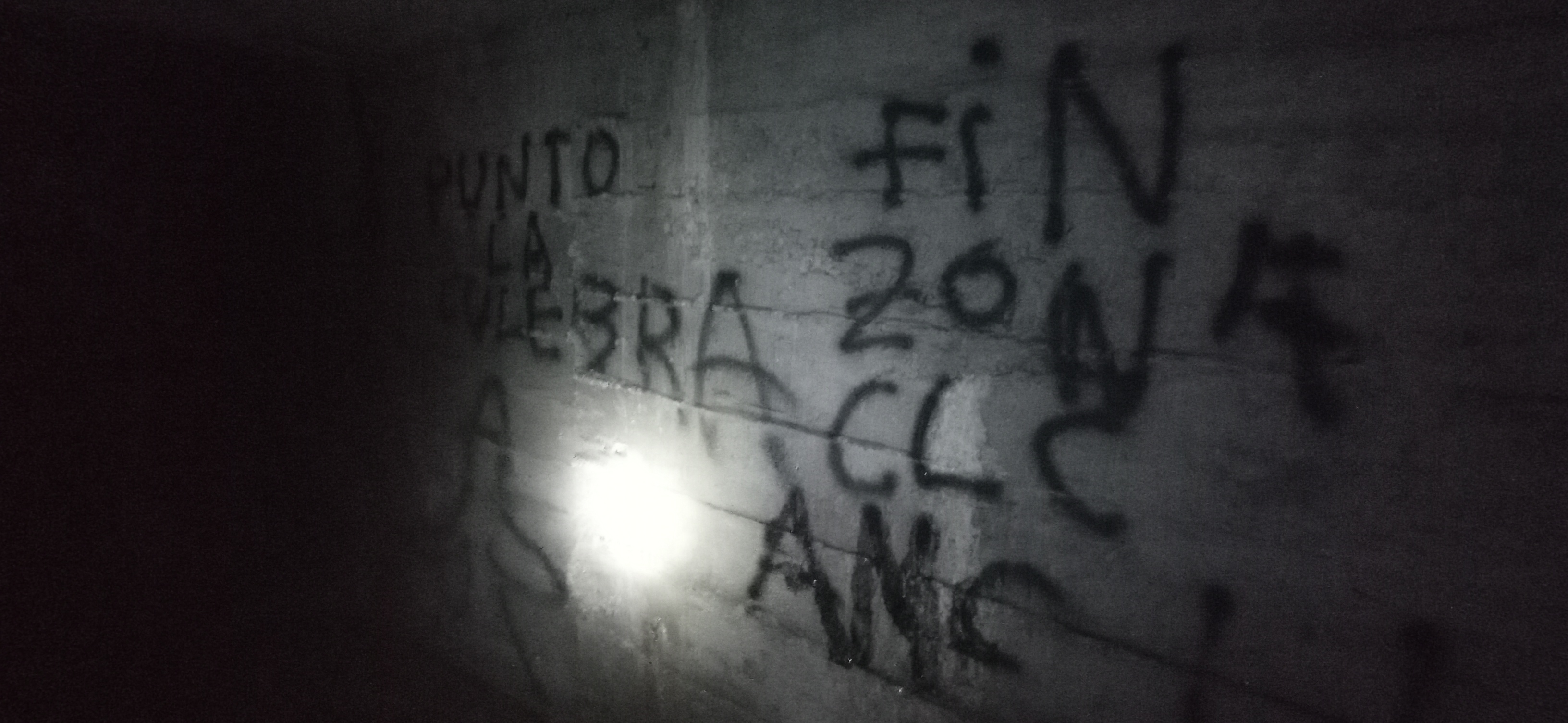
Graffiti del Club La Culebra para indicar la zona del túnel en la que se está.

## Residencia
En un buen número de ciudades estadounidenses, gente sin hogar vive en los drenajes antitormenta.

## Historia Antigua

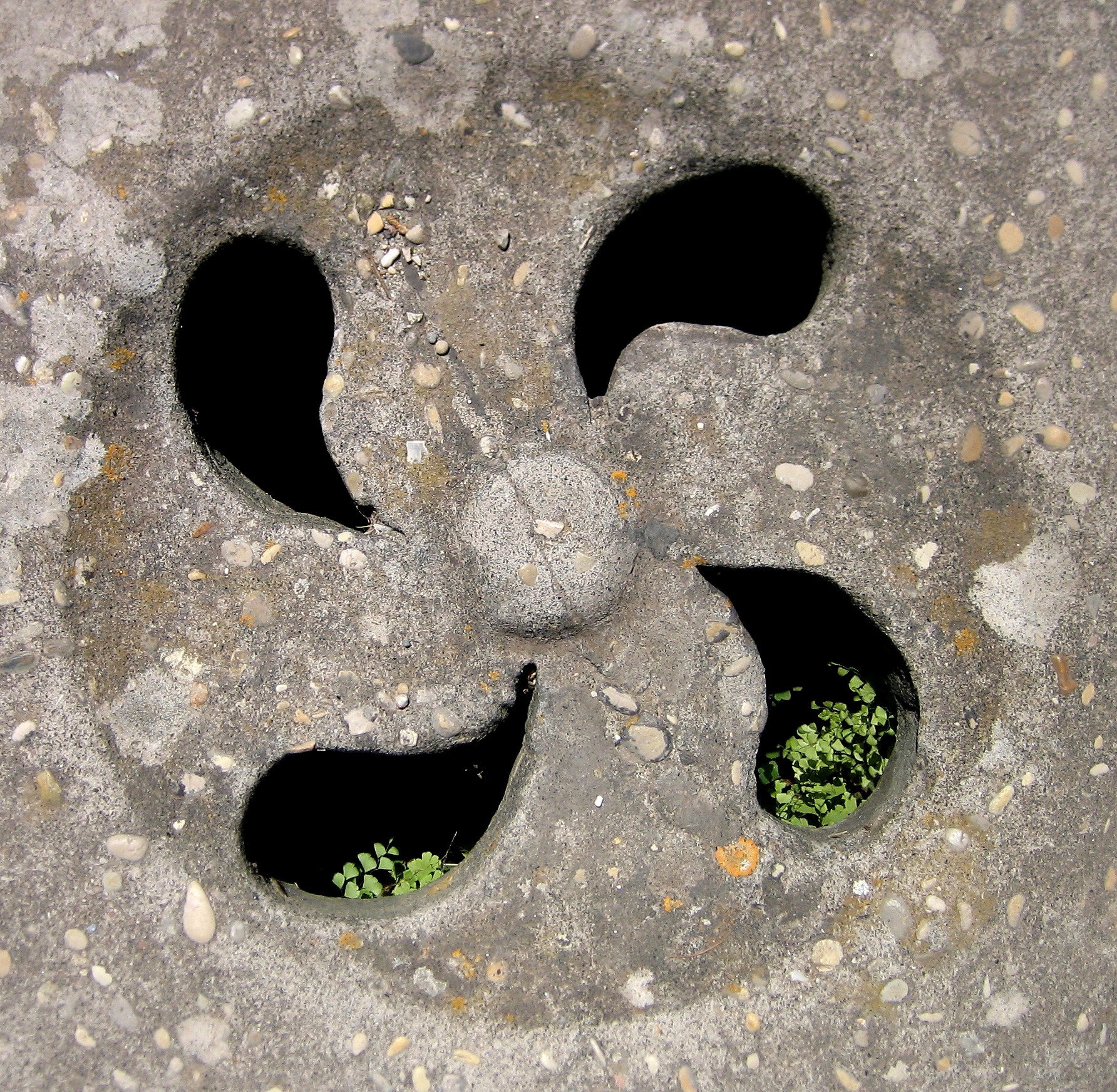
Boca de tormenta de la Antigua Roma en Ostia Antica en Italia

Estudios arqueológicos han revelado el uso de sistemas de drenaje bastante sofisticados en culturas antiguas. Por ejemplo, en Creta minoica aproximadamente 4000 años antes del presente, ciudades tales como Festos fueron diseñadas para tener drenajes antitormenta y canales para recolectar la corriente líquida de las lluvias. En la Cnosos cretense, los drenajes antitormenta incluyen estructuras revestidas de piedra lo bastante grandes como para que una persona pueda recorrerlas gateando. Otras civilizaciones tempranas con elementos de drenaje antitormenta incluyen pobladores tempranos de la Orcada Principal tales como Gurness y el Brough de Birsay en Escocia.

## Galería

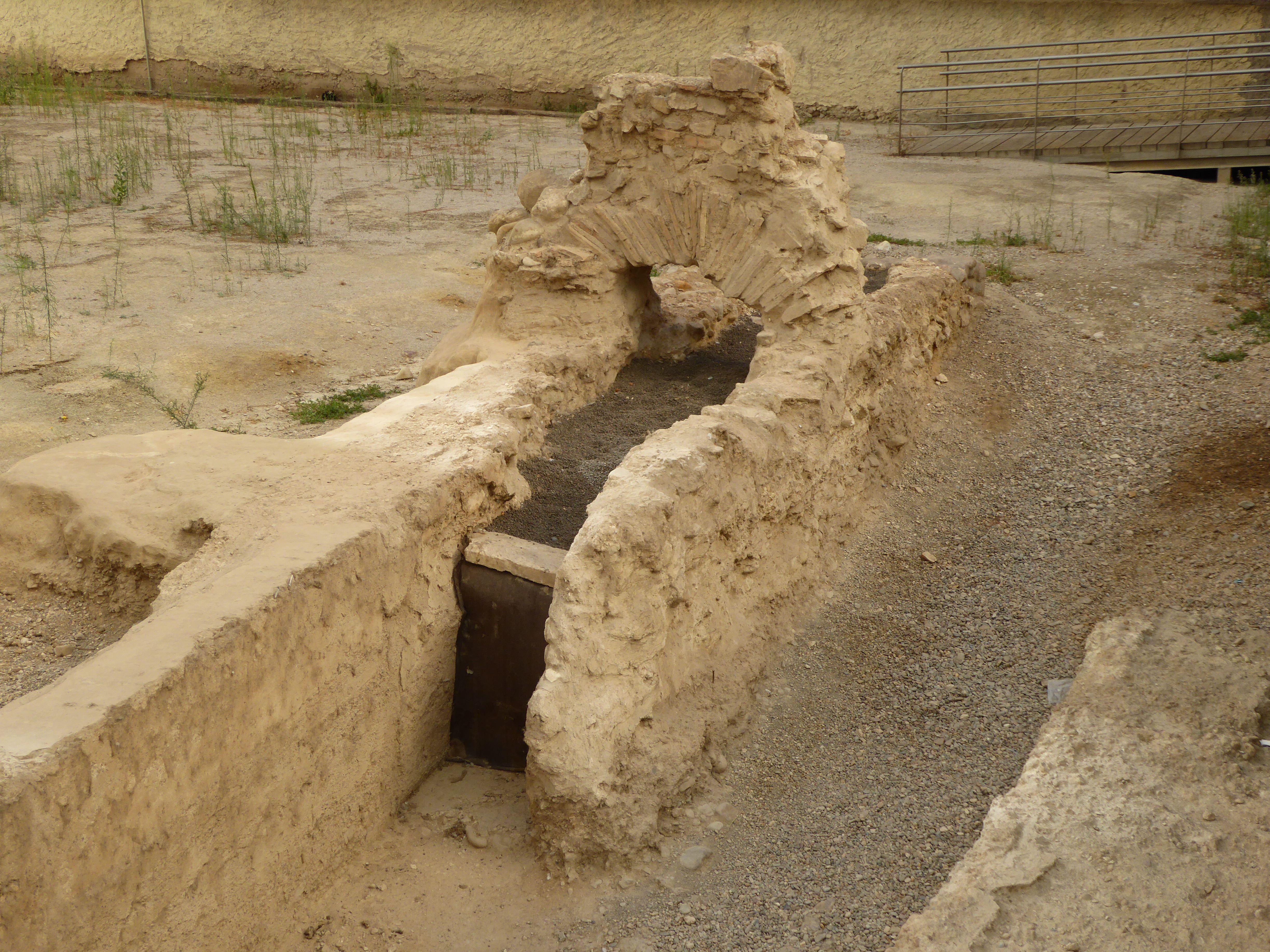
Canal de desagüe de la orquesta del Teatro romano de Caesaraugusta.
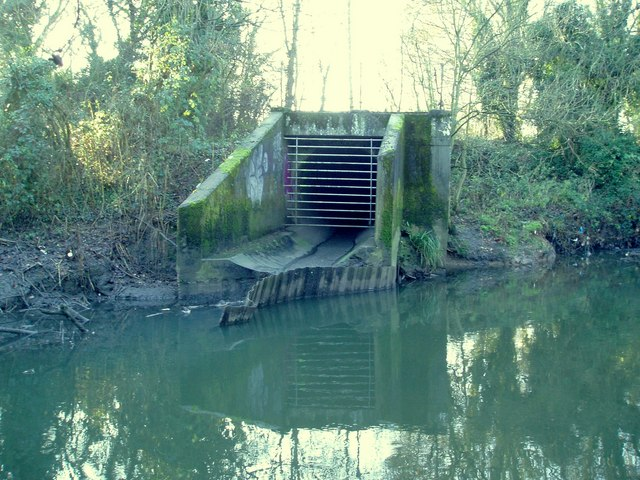
Drenaje para tormentas descargando hacia el interior del Río Brent en el Reino Unido.
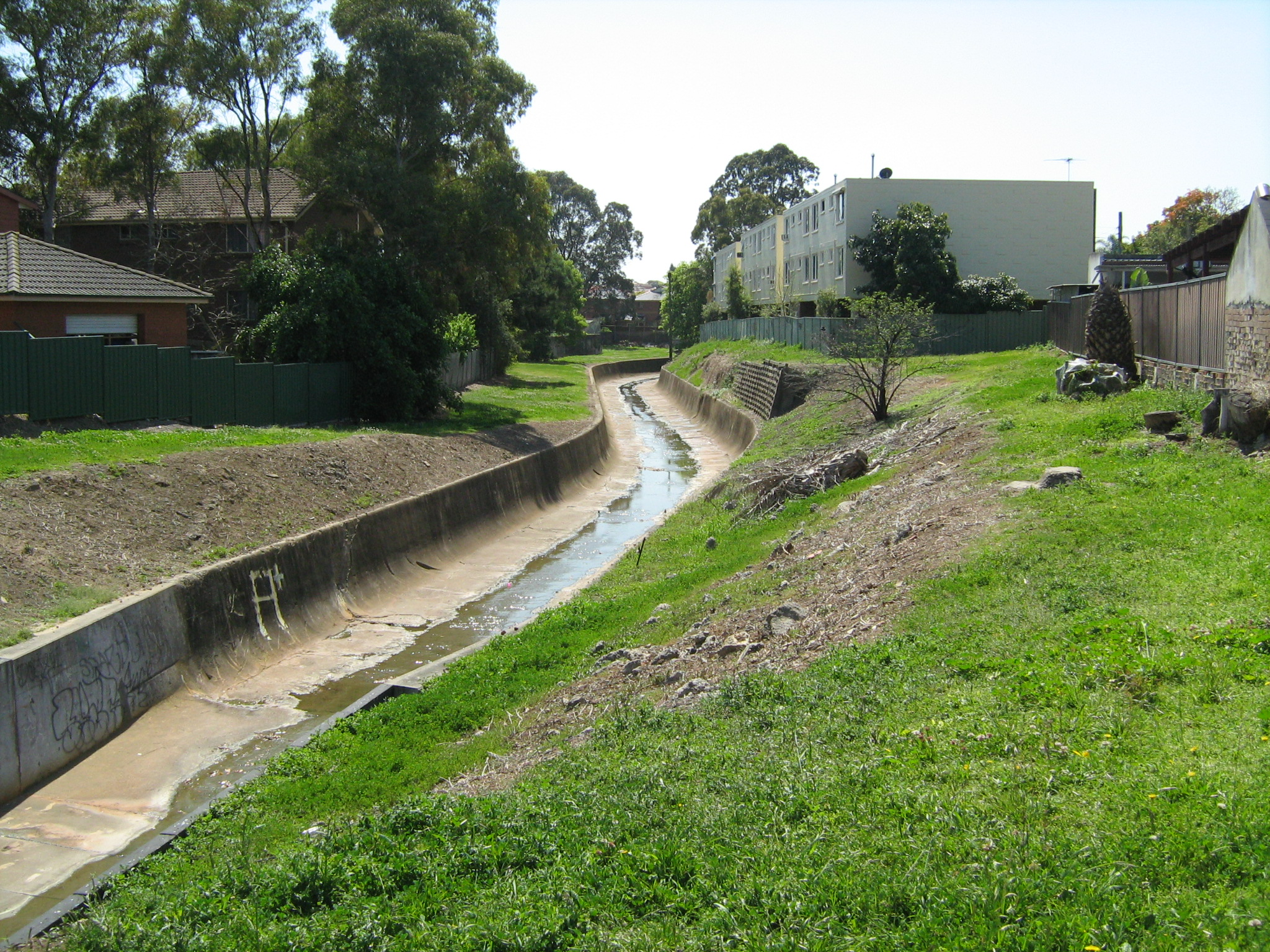
Iron Cove Creek, Sídney, Australia.
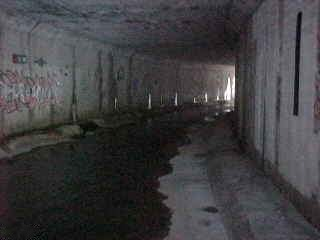
Interior de un drenaje para tormenta hecho de una voluminosa caja de hormigón armado en Ontario, Canadá.
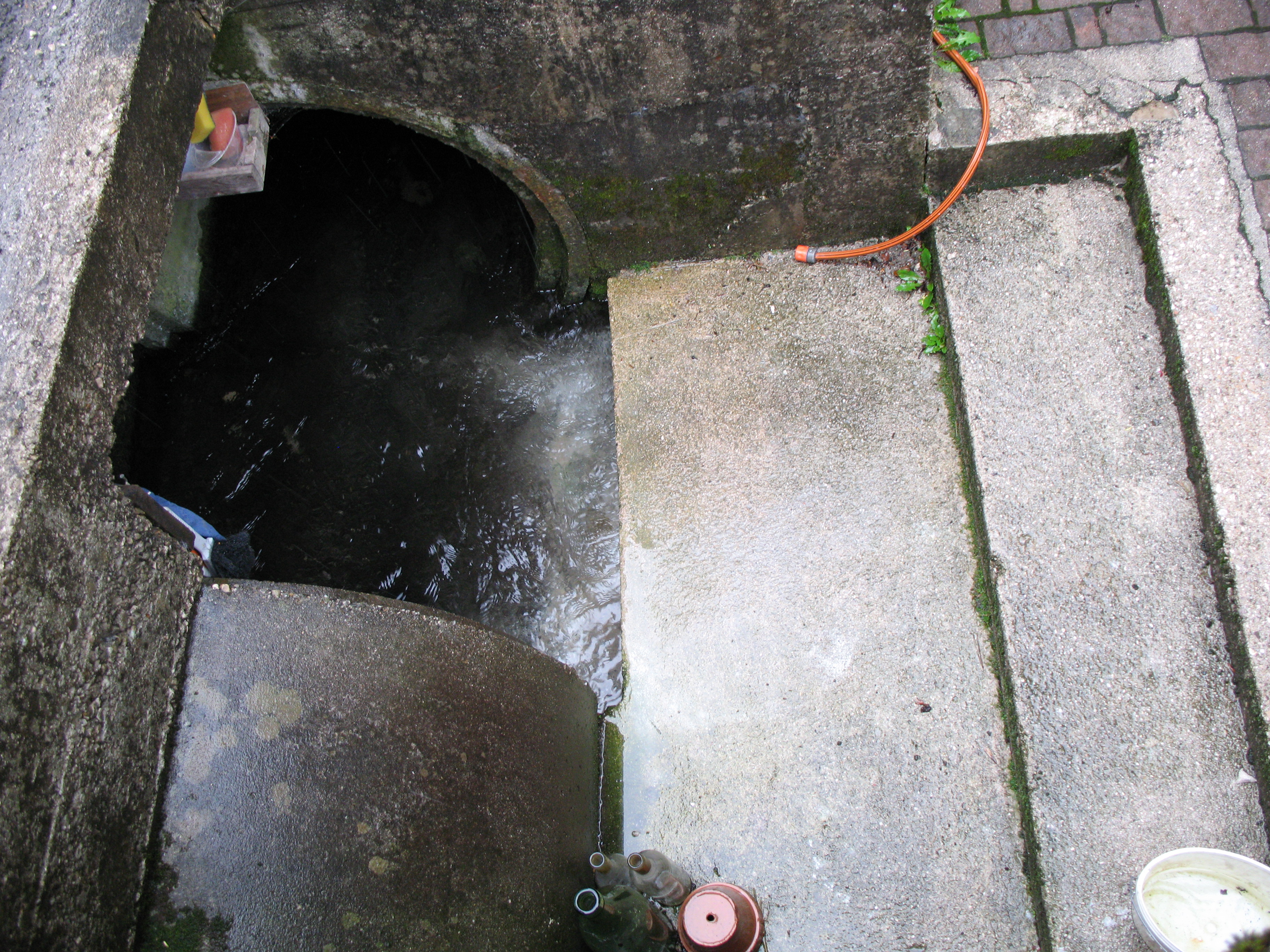
Drenaje de tormenta en Obertraun, Austria.
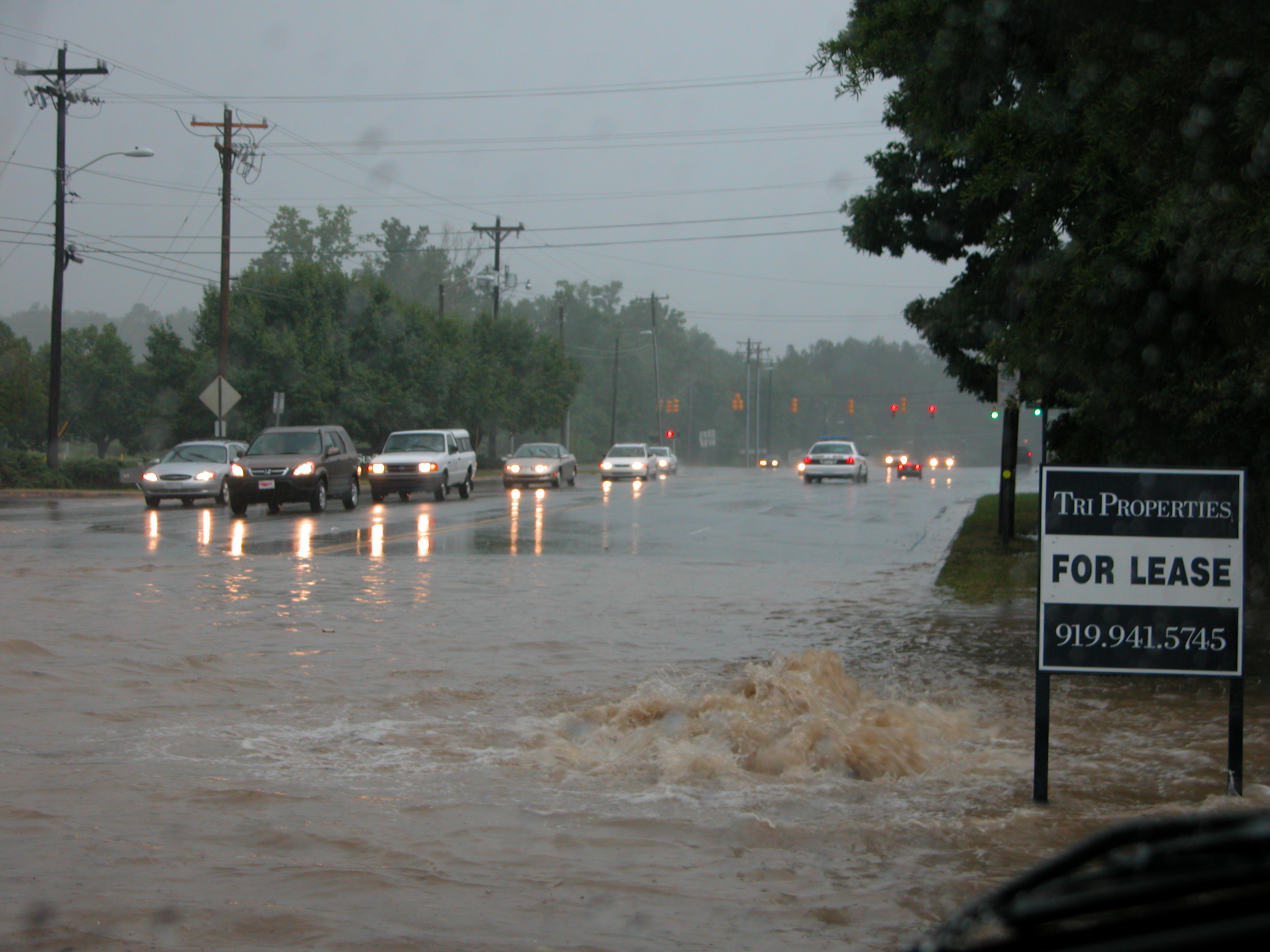
Sobreflujo de un drenaje de tormenta en Durham, Carolina del Norte.
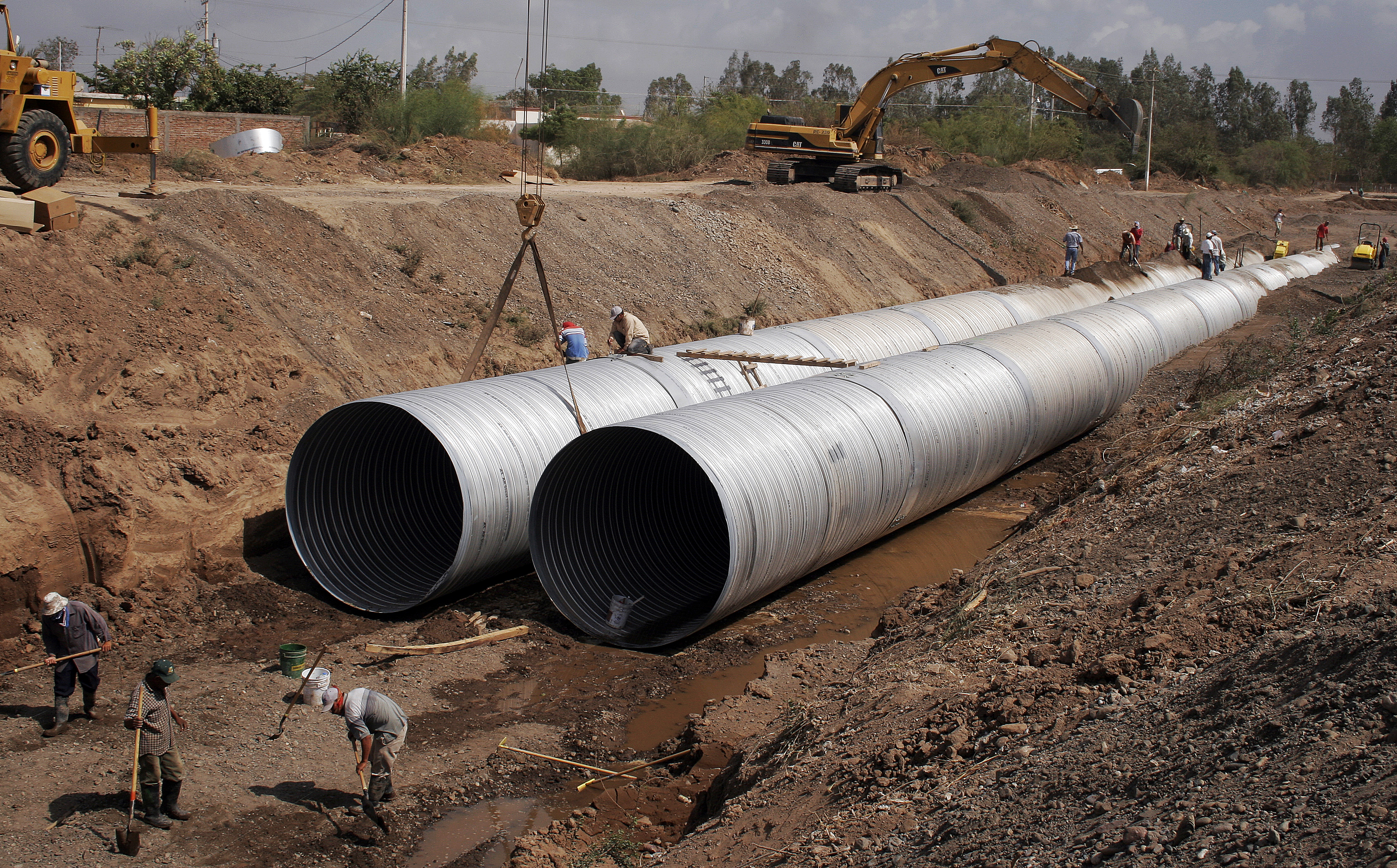
Instalación de una tubería aluminizada de 114 pulgadas (flujo: 25 m3/seg) para un drenaje de tormentas en Guasave, México.